# دان دایموند
دن دایموند (انگلیسی: Don Diamond؛ ۴ ژوئن ۱۹۲۱ – ۱۹ ژوئن ۲۰۱۱) یک هنرپیشه اهل ایالات متحده آمریکا بود. وی بین سال‌های ۱۹۴۹ تا ۱۹۸۷ میلادی فعالیت می‌کرد.
از مهمترین کارهای او میتوان به سریال ( زورو ) و نیز فیلم ( عمر خیام ) به کارگردانی ویلیام دیترل اشاره نمود .